# Armeniens centralbank

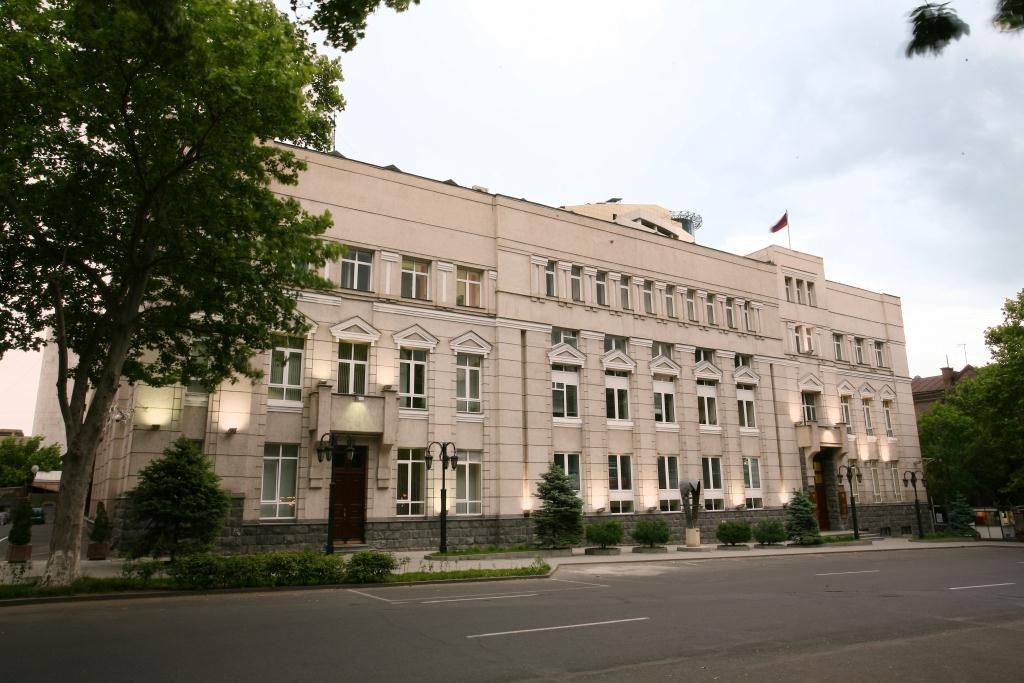
Bankens huvudkontor i Jerevan.

Armeniens Centralbank (armeniska: Հայաստանի Կենտրոնական Բանկ) är den största banken i Armenien och ligger i landets huvudstad Jerevan.
Banken grundades i Armeniska SSR 
1920 som en filial av Sovjetunionens centralbank, Gosbank. När Armenien utropade sin självständighet 1991 blev den landets centralbank. Sitt nuvarande namn fick den i april 1993.